# Saltara
Saltara är en ort och frazione i kommunen Colli al Metauro i provinsen Pesaro e Urbino i regionen Marche i Italien.
Saltara var en tidigare kommen som den 1 januari 2017 tillsammans med kommunerna Montemaggiore al Metauro och Serrungarina bildade den nya kommunen Colli al Metauro. Den tidigare kommunen hade 6 966 invånare (2016).